# Moritz Moszkowski
Moritz Moszkowski (též Maurice Moszkowski, 23. srpna 1854 Vratislav, Polsko – 4. března 1925 Paříž, Francie) byl německý hudební skladatel a klavírista polsko-židovského původu, bratr spisovatele Alexandra Moszkowského.

## Život
Narodil se ve Vratislavi, která v době jeho narození patřila Prusku. Hudební nadání projevoval již v útlém věku. Hudební základy získal v rodině. V roce 1865 se rodina přestěhovala do Drážďan a mladý Moszkowski začal studova na drážďanské konzervatoři. roce 1869 přešel do Berlína a studoval na Konzervatoři Julia Sterna hru na klavír u Eduarda Francka a skladbu u Friedrich Kiela. Po absolvování konservatoře pokračoval na Neue Akademie der Tonkunst, kterou řídil Theodor Kullak a kde byli jeho učiteli Richard Wüerst (skladba) a Heinrich Dorn (instrumentace). V roce 1871 přijal Kullakovu nabídku, aby se Akademii stal učitelem. Kromě klavíru byl Moszkowski i dobrým houslistou. Občas hrál první housle v symfonickém orchestru.
Jako klavírista měl první veřejné vystoupení roku 1873. Brzy začal pořádat koncertní turné po německých městech. O dva roky později hrál svůj vlastní Koncert pro dva klavíry spolu s Ferencem Lisztem na koncertě, který pořádal Liszt pouze pro pozvané posluchače. Pokračoval v úspěšných koncertech po celé Evropě, získal si pověst brilantního klavíristy a skladatele a sbíral zkušenosti i jako dirigent.
V roce 1884 se Moszkowski oženil s mladší sestrou francouzské klavíristky a skladatelky Cécile Chaminadové, Henriettou, se kterou měl syna Marcela a dceru Sylvii. V polovině osmdesátých let trpěl neurologickými problémy v pravé paži a postupně omezil koncertní činnost ve prospěch činnosti skladatelské, pedagogické a dirigentské. V roce 1887 byl pozván do Londýna, kde měl příležitost uvést svá orchestrální díla. Obdržel také čestné členství v Královské filharmonické společnosti. O tři léta později ho manželka opustila s básníkem Ludwigem Fuldou a manželé se za další dva roky rozvedli.
V roce 1897 byl Moszkowski na vrcholu slávy. Žil se svou dcerou v Paříži a stal se vyhledávaným učitelem. V roce 1899 byl zvolen členem Pruské akademie umění (Preußische Akademie der Künste).
Koncem prvního desetiletí 20. století začala jeho popularita upadat. Jednak trpěl nemocemi a jednak ztrácel kontinuitu se soudobým hudebním vývojem. Odmítal studenty, kteří (podle jeho slov) „chtějí komponovat jako umělečtí šílenci, jako jsou Skrjabin, Schoenberg, Debussy, Satie ...“.
Svá poslední léta strávil v chudobě, neboť prodal autorská práva na své skladby a investoval do německých , polských a ruských cenných papírů, které se po vypuknutí 1. světové války staly bezcennými. Z největších dluhů mu pomohli jeho žáci Josef Hofmann a Bernhard Pollack. Kromě jiného byl uspořádán v jeho prospěch v Carnegie Hall v New Yorku benefiční koncert za účasti patnácti světových klavíristů. Výtěžek byl uložen u pařížské pobočky National City Bank of New York a Moszkowskému měla být vyplácena doživotní renta. Moszkowski však 4. března 1925 zemřel na rakovinu žaludku, aniž mohl těchto peněz využít. Peníze byly použity na zaplacení pohřbu a jako výpomoc vdově a synovi.

## Dílo
Moszkowski byl plodným skladatelem. Napsal přes 200 drobných klavírních skladeb, které mu přinesly popularitu, například Španělské tance Op. 12. Slavná je rovněž Serenáda Op. 15. Dnes se nejčastěji hrávají jeho Virtuosní etudy Op. 72.
Kromě toho psal Moszkowski i rozsáhlejší skladby. Sem patří dva klavírní koncerty (první z nich v b moll byl znovu objeven až roku 2011 a uveřejněn 2013), houslový koncert, tři orchestrální svity, symfonická báseň Jeanne d'Arc Op. 19, opera Boabdil, poslední maurský král Op. 49 a tříaktový balet Laurin.
Úplný seznam skladeb Moritze Moszkowského viz Seznam skladeb Moritze Moszkowského.